# Девять башен (мемориал)
Мемориа́л «Де́вять ба́шен» (ингуш. «Ийс гӏала») — мемориальный комплекс и музей, посвящённый жертвам репрессий, в городе Назрань. Является одной из главных достопримечательностей Республики Ингушетия, объектом культурного наследия России.

## История
Музей открыт 23 февраля 1997 года в очередную годовщину депортации ингушей и чеченцев в Казахстан и Среднюю Азию. Автор проекта — заслуженный художник Российской Федерации Мурад Полонкоев в 2002 году удостоен за этот проект золотой медали Российской академии художеств. Мемориал является памятником архитектуры и внесён в реестр Академии художеств России. Построен в феврале 1997 года в форме девяти горских башен, опутанных колючей проволокой, символизирующих девять депортированных народов. В центральной башне — 4 этажа, её высота — 25 метров. Каждая из башен отражает архитектуру разных исторических эпох ингушского народа.
В экспозициях представлены фотодокументы, материалы, картины, предметы быта и другие экспонаты, свидетельствующие о репрессиях в СССР 1940—1950 годов и событиях 1992 года.

## Проводимые мероприятия
Памятные даты и ежегодные мероприятия, проводимые музеем:
- 23 февраля — День памяти жертв депортации ингушского народа
- 18 мая — Международный день музеев
- 30 октября — День памяти жертв политических репрессий